# Krevet (Adelsgeschlecht)

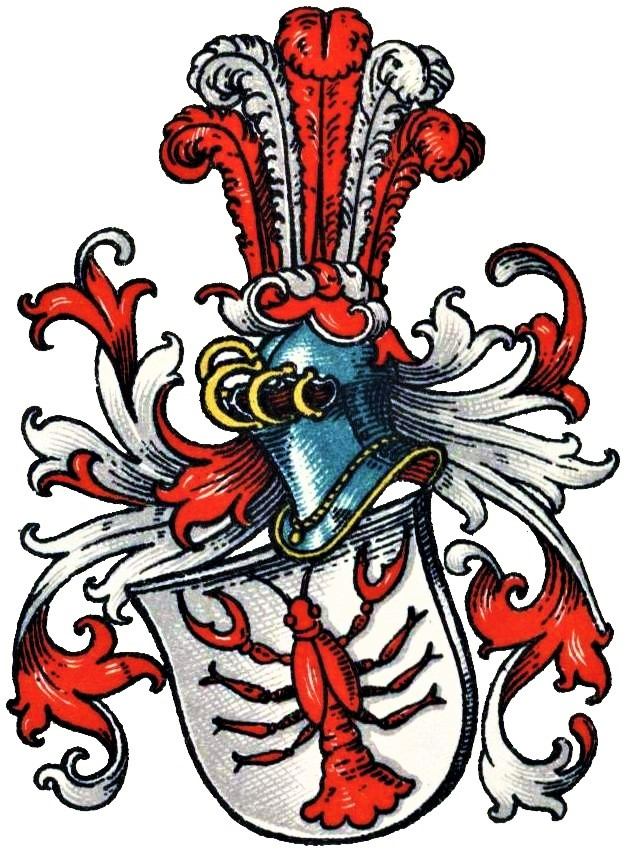
Wappen derer von Krevet im Wappenbuch des Westfälischen Adels

Krevet (auch Crevet, Crevit, Krewet(t), Kriefft o. ä.; lateinisch cancer) ist der Name eines westfälischen Adelsgeschlechts.

## Geschichte
Das Geschlecht war eine Nebenlinie der Herforder Ministerialenfamilie Gogreve. 
Werner Gogreve genannt Krevet († um 1290) war ein Bruder von Hinricus miles Gogravius Hervordensis. Die Familie wurde neben den von Stapel, den von Brenken und den von Haxthausen zu einer der „vier Säulen und Edle Meyer des Dom-Capituls“ von Paderborn.
Die Familie saß auf Börninghausen im ehemaligen Kreis Rahden (urkundl. 1276), im Amt Spenge (1357), zu Helpersen im Schauenburgschen (1391) und auf dem Burgmannshof „Freiheit“ im Weichbilde von Salzkotten. Auch Burg Dreckburg am östlichen Stadtrand der Kernstadt von Salzkotten hatte die Familie ab 1480 im Besitz, ferner den Klinkenhof in Alfen, ein ehemals fürstbischöflicher Amtshof. 1575 bis 1577 übernahmen die Krevet die Güter der Herren von Verne durch Kauf und Erbschaft, u. a. auch den Burgstall Eulenknapp. In Verne errichtete Wilhelm von Krevet, verheiratet mit Anna Maria von Westphalen, 1607 die Burg Vernaburg, auch Krevetburg genannt, und verlegte seinen Hauptsitz hierher. Die Eheleute hatten drei Töchter: Anna Maria, verheiratet mit Arnold von und zu Brenken, Maria, verheiratet mit Caspar Henrich Friedrich von Haxthausen, und Ottilia, 1605–1616 Kanonisse im Damenstift Geseke, danach verheiratet mit Walter Adrian von Imbsen. 1608 gab Wilhelm von Krevet in einem Rechtsstreit mit der Stadt Salzkotten an, dass die Krevet das Amt Oistinghusen vur 5, 10, 20, 30, 50, 100 vnnd mehr Jahren ruhig beseßen haben.
1638 starb das Geschlecht im Mannesstamm mit dem Tod des vormaligen Münsteraner Domherrn Dietrich Wilhelm von Krevet aus. Die Vernaburg fiel daraufhin an die von Brenken.

## Persönlichkeiten
- Reiner Crevet (Zellerar) (urkundl. 1295–1333), Paderborner Domherr
- Werner Crevet (urkundl. 1300–1314), Paderborner Domherr
- Heinrich Crevet (urkundl. 1312–1357), Paderborner Domherr
- Werner Krevet (urkundl. 1386–1453, † 1460), Paderborner Domherr[9]
- Dietrich Wilhelm von Krevet († 1638), Domherr in Münster

## Wappen
Blasonierung: In Silber ein aufgerichteter roter Krebs. Auf dem rot-silbern bewulsteten Helm abwechselnd drei rote und zwei silberne Straußenfedern. Die Helmdecken sind schwarz-silbern.
Es handelt sich um ein Redendes Wappen, da der Krebs für Crevette und damit für den Familiennamen steht.

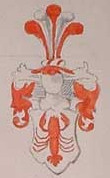
Wappen derer von Krevet von Franz Josef Brand im Paderbornschen Rittersaal
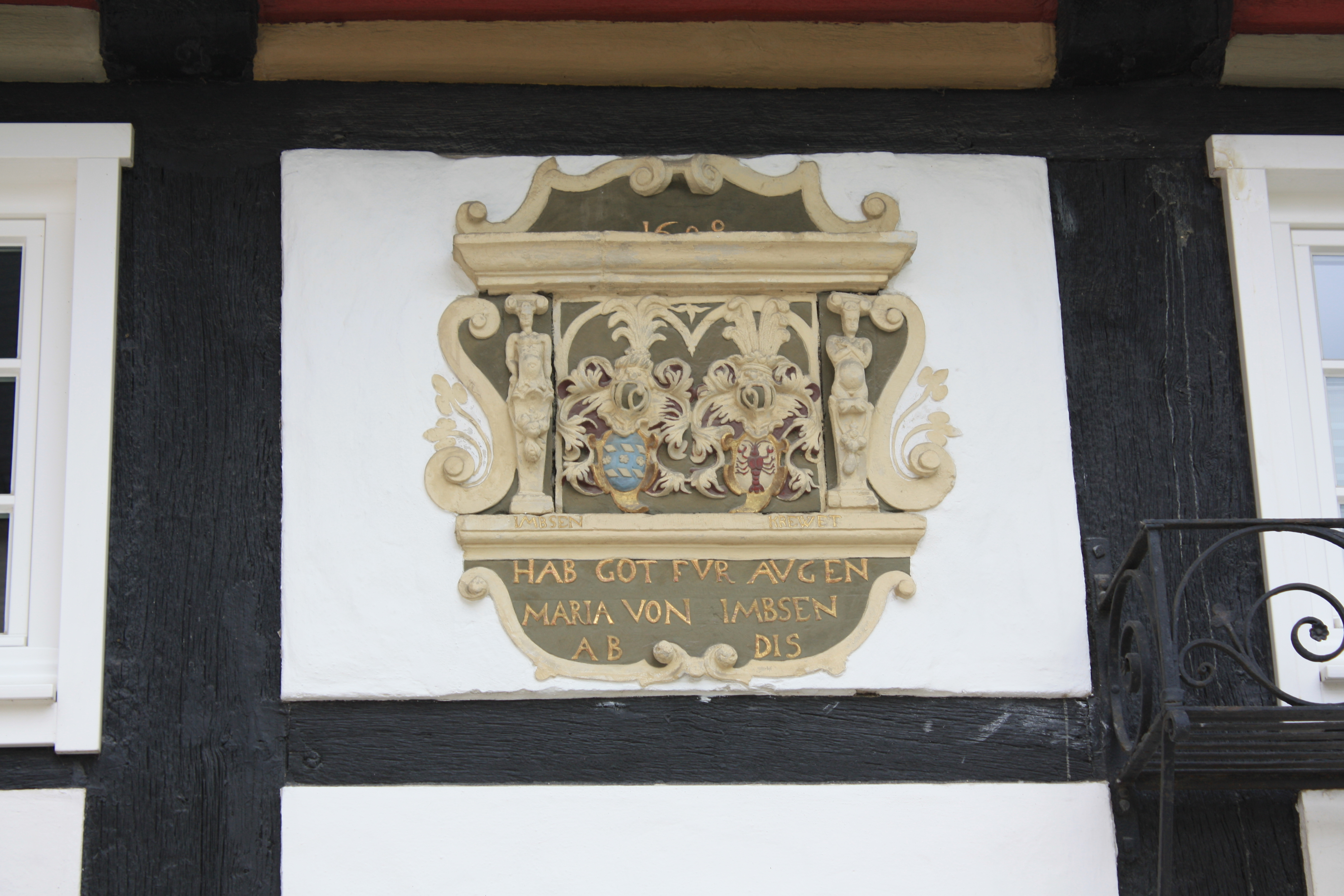
Wappen derer von Krevet im Wappenstein für Maria von Imbsen, Äbtissin (1606–1613) des Damenstifts Geseke, an der Stiftsschule im Frauenstift Geske
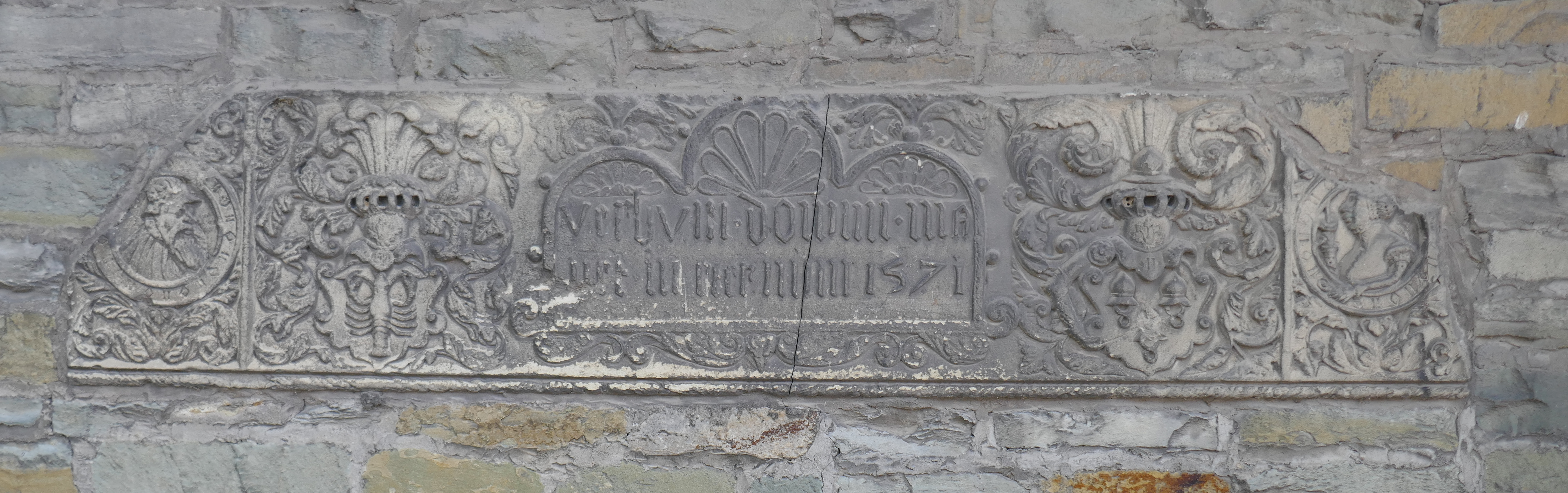
Spolie an einem Gebäude (Schlosswache?) am Schloßweg in Erwitte; Türsturz von 1571 mit Wappen der Familien Krevet und Wendt